# پدرو چاوز
پدرو آنتونیو ماتوس چاوز (پرتغالی: Pedro António Matos Chaves؛ زادهٔ ۲۷ فوریهٔ ۱۹۶۵ در پورتو) رانندهٔ مسابقات اتومبیل‌رانی اهل پرتغال است که در فصل ۱۹۹۱ در مجموع در سیزده گراند پری از مسابقات جهانی فرمول یک شرکت کرد، اما موفق به کسب هیچ امتیازی نشد.